# الأصوات النسائية الناشطة
مجموعة الأصوات النسائية الناشطة هي عبارة عن مشروع تاريخي شفوي لـ 35 امرأة ناشطة عملن في المنظمات المجتمعية في مدينة نيويورك الأمريكية.
يغطي المشروع الفترة من 1995 إلى 2000 وكان مشروعاً تابعاً لبرنامج (CUNY) دراسات المرأة التابع لمركز الدراسات العليا في جامعة نيويورك ومركز دراسات المرأة. تتكون هذه المجموعة الرقمية من نساء من قطاع متنوع عملن في منظمات الخدمة المجتمعية الثقافية والعرقية متضمنة نشطاء من الأمريكيين من أصل عربي، والهاييتين، والأسبان، والأمريكيين من أصل أفريقي، والأمريكيين من أصل آسيوي. وهي محفوظة في مكتبة مينا ريس، داخل مركز الدراسات العليا ومبنى الشركة.

## تاريخ
بدأ المشروع في عام 1995 تحت رعاية برنامج دراسات المرأة التابع لمركز الدراسات العليا بجامعة مدينة نيويورك (CUNY) ومركز دراسات المرأة والمجتمع، في البداية كجزء من فصل الدراسات العليا «المرأة، والمجتمع، والصوت العام»،  حيث قامت مديرة دراسات المرأة جويس جيلب ونائبة المديرة باتريشيا لورانس برعاية قائمة بموضوعات التاريخ الشفوي: نساء من مدينة نيويورك هن قائدات في مجتمعاتهن.
 كان التركيز بشكل خاص على النساء غير المعلنين من قطاع متنوع من الأحياء الخمسة لنيويورك. على الرغم من أن المشروع كان يستند إلى برنامج دراسات المرأة، إلا أن المواضيع لم تكن تعمل بشكل خاص في المنظمات التي تدعم المرأة على وجه التحديد. تمت المقابلات الأخيرة في عام 1998، وكان التركيز على القيادات النسائية.
تضمن نطاق المشروع تجميع قائمة بمشاريع التاريخ الشفوي  بالإضافة إلى قاعدة بيانات لمجموعات التاريخ الشفوي القابلة للبحث فيها.

## المنهجية
أكمل طلاب الدراسات العليا من مختلف التخصصات داخل مركز الدراسات العليا بجامعة مدينة نيويورك دورات تدريبية أسبوعية كجزء من برامج شهاداتهم، حيث عملوا في المؤسسة التي كان محورها الرئيسي مشروع التاريخ الشفوي.
من خلال هذه العملية حددوا وأجروا مقابلات مع قادة المنظمة في بيئة عمل ميداني داخل المنطقة الحضرية لمدينة نيويورك، ذهب طلاب الدراسات العليا إلى الميدان وأجروا مقابلات حول مواضيعهم، بعد تلقي الطلاب التدريب على كيفية إجراء مقابلات التاريخ الشفوي.
كان التركيز الرئيسي للمقابلات على تجارب السيرة الذاتية التي شكلت عملهم المجتمعي، وعلى التحديات، والإنجازات، والدوافع، والمنهجيات التي استُخدمت لإحداث التغير داخل مجتمعاتهم. صُنفَ هذا المشروع كموضوع رئيسي 

## الموارد المالية
مُول مشروع التاريخ الشفوي للأصوات النسائية الناشطة من قبل المنظمات التالية:
- الجمعية الأمريكية للنساء الجامعيات.
- .(AT&T) إيه تي آن تي.
- مؤسسة السيدة للتعليم والتواصل.
- مجلس نيويورك للعلوم الإنسانية.
- مؤسسة روكفلير.

## مجموعة
تضمن المشروع 26 ناشطًا منفصلاً وثلاث منظمات، لكل منها مواضيع مقابلة خاصة بها. وكان العدد الإجمالي للمقابلات الرقمية 35 مقابلة. كان الإطار الزمني للمشروع 1995-2000. تُكتب مجالات الموضوعات أدناه بين قوسين. المجموعة فريدة من نوعها في تنوع مواضيع مقابلات التاريخ الشفوي. ومجموعة واسعة من الموضوعات التي جرى الحديث عنها في المقابلات.

### الناشطات
- مارلين ب: منسقة التربية المجتمعية، مشروع العنف الأسري في مركز العدل المدني (العنف المنزلي).
- كارول بيارد: عضو مجلس إدارة منظمة من الساحل إلى الساحل: فنانات الألوان.
- أليس كاردونا: 100 امرأة بورتوريكية وجمعية بورتوريكو للشؤون المجتمعية (التعليم، وثنائية اللغة، والقيادة النسائية).
- أليسا ديل توفو: مديرة مشروع العنف الأسري في مركز العدالة المدني (العنف المنزلي).
- بهارافي ديساي: المدير التنفيذي، تحالف عمال تاكسي نيويورك (تنظيم العمال).
- ماري رونيون: مديرة مشروع ترميم هارلم (للإسكان والوظائف ومساعدة النساء الخارجات من السجن).
- بيجي شيبرد: مديرة لجنة العمل البيئي بغرب هارلم (العدالة البيئية والعنصرية).
- إيفلين سومبر: مدير شبكة للخدمات الأسرية (الخدمات الصحية والإنسانية).
- ساندي وارشو: مؤسسة رابطة النساء المسنات (اهتمامات النساء المسنات).
- ديبرا زيمرمان: المديرة التنفيذية (فنون وثقافة وإعلام، وأفلام.